# شهریارک یال‌دار
شهریارک یال‌دار (نام علمی: Arses lorealis) نام یک گونه از سرده شهریارک‌های طوقی است.